# 波霍里萊 (舊薩爾蒂夫市鎮)
50°6′31″N 37°7′27″E / 50.10861°N 37.12417°E
波霍里萊（烏克蘭語：Погоріле）是位於烏克蘭東部的村莊，由哈爾科夫州丘胡伊夫区的舊薩爾蒂夫市鎮負責管轄。該村始建於1710年，面積0.34平方公里，海拔高度178米，2001年人口27，人口密度每平方公里79.9人。